# Nino D'Angelo
Gaetano D'Angelo (Nápoles, 21 de junho de 1957) é um cantor, compositor, ator e diretor de cinema italiano.

## Biografia
Nasceu em uma família pobre e foi criado em um subúrbio de Nápoles. Abandonou a escola na adolescência, dedicando-se a trabalhar como vendedor de sorvete e cantor de casamentos.
Em 1979, casou-se com Annamaria com quem tem dois filhos, continua com ela hoje. Começou sua carreira como ator em filmes escenográficos, um gênero nativo de Nápoles, e mais tarde como ator de cinema.
É um parceiro e torcedor fanático da Società Sportiva Calcio Napoli, criou o hino do equipamento; Forza Napoli e outros mantém uma forte amizade com Diego Armando Maradona, que ele conheceu durante a etapa do ex–jogador de futebol no computador.

### Carreira
Seu primeiro disco, A mia storia (1976), foi muito bem recebido, especialmente na Sicília.
Em 1982 lançou o álbum 'Nu jeans e 'na maglietta e um filme com o mesmo título. O álbum vendeu mais de um milhão de cópias, e o filme se passa em Itália a cantora ai na bilheteria. Tais projetos lhe valeram a fama mundial.

Até hoje leva publicados 35 álbuns de estúdio, o último é Tra terra e stelle (2012).